# Cascade (hop)

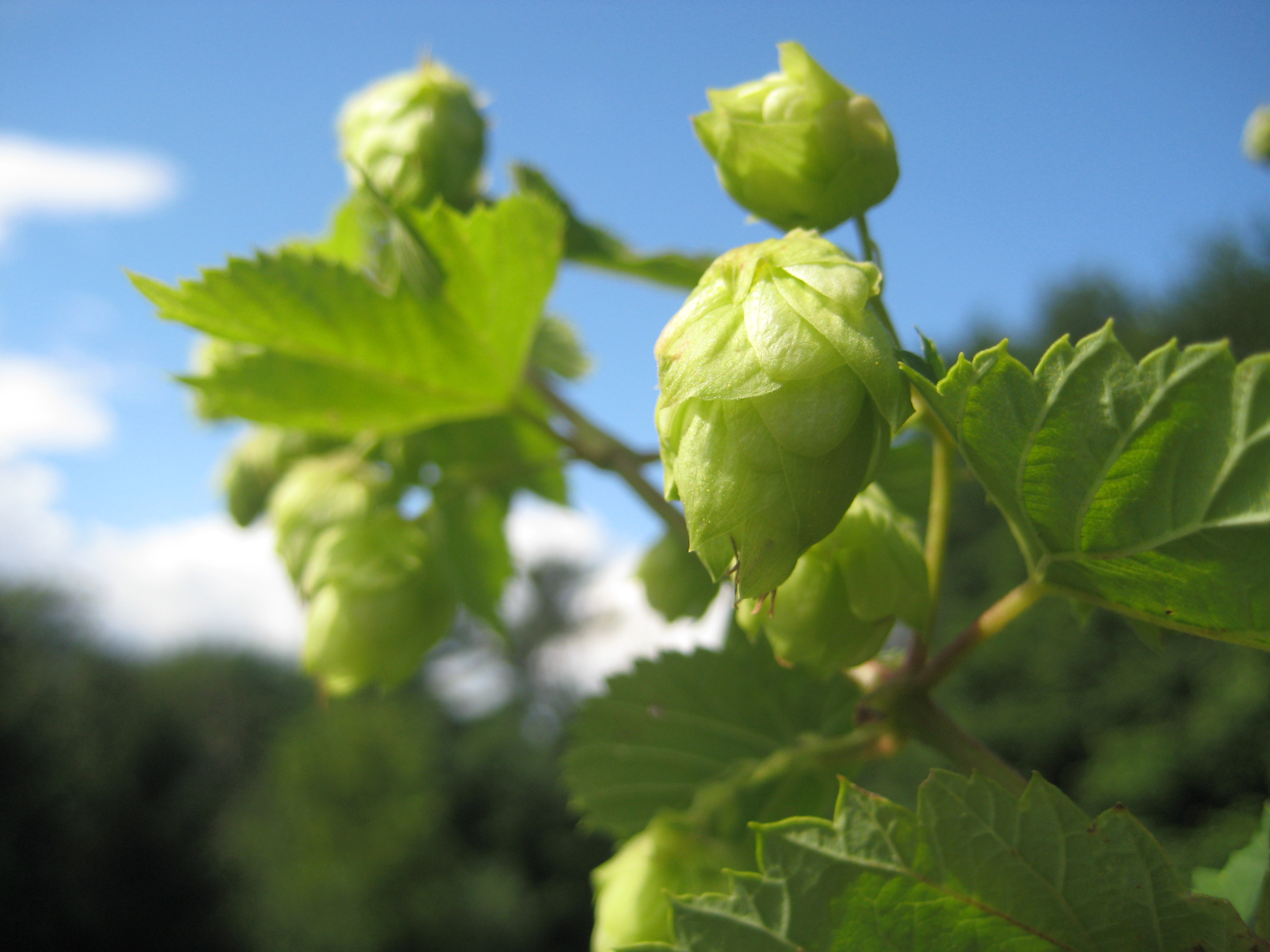
Cascade-hopbellen

Cascade is een hopvariëteit, gebruikt voor het brouwen van bier.
Deze hopvariëteit is een “aromahop”, bij het bierbrouwen voornamelijk gebruikt vanwege zijn aromatische eigenschappen. Het is een kruising tussen de hopvariëteit Fuggle en een mannelijke hopplant (waarschijnlijk een kruising tussen Fuggle en een Russische hopvariëteit Serebrianka). Deze soort stamt uit een Amerikaans teeltprogramma dat in 1956 begon met het verzamelen van zaden. Onderzoekers aan de Oregon State University kruisten vervolgens diverse soorten, waarbij met name werd gelet op resistentie tegen valse meeldauw. De hop werd gecommercialiseerd vanaf 1971. De naam verwijst naar de Cascade Range, een bergketen die onder andere door de staat Oregon loopt.

## Kenmerken
- Alfazuur: 6 – 8%
- Bètazuur: 5 – 5,5%
- Eigenschappen: citrusaroma, gaande naar pompelmoes